# Бакель (Нідерланди)
Бакель — село у муніципалітеті Гемерт-Бакель на сході від Гелмонда та Ейндховена у нідерландській провінції Північний Брабант в південній частині Нідерландів. Раніше Бакель був сеньйорією в Брабантському герцогстві, що належав Квартеру ван Піланду під керівництвом Меєрія з Гертогенбосу.
Коли муніципалітети були створені після французького періоду, було створено муніципалітет Бакель і Мілхізе, який продовжував існувати до злиття з Гемертом у 1997 році. До 1997 року він утворював муніципалітет Бакель і Мілхізе разом з Мілхізе. У 1997 році Бакель об'єднався з муніципалітетом Гемерт.
У 2014 році Бакель відзначив своє 1300-річчя, зробивши Бакель найстарішим селом у Північному Брабанті. На 1 січня 2021 року населення Бакеля становило 5960 осіб.
Бакель не має старих будівель, за винятком церкви Св. Віллібрордуса, яка є найстарішою в цьому районі. Ця церква була модернізована протягом 1970-х років, але відновила частину оригінального стилю оздоблення протягом 1990-х років.

## Етимологія
Бакель — це назва, що відноситься до відкритого листяного лісу або лоо, в межах якого було розташоване поселення. Кажуть, що префікс bak — походить від back, curve або height. Були також запропоновані інші пояснення, оскільки bake також може стосуватися свині.
Назва місця Бакель вперше з'являється в грамоті від 714 р., як Баголосо, що означає «відкритий ліс на хребті». Доказом цього є копія грамоти, включена до так званого «Liber Aurus Epternacensis» (Золота книга абатства Ехтернах) кінця XII ст. Акт був складений у Бакелі (на той час «Баголосо»).

## Історія
Бакель був розташований на старій головній дорозі від Емпел до Рурмонда на дорозі, яка також називалася Оудестраат (доісторичний шлях Емпел-Рермонд). Найдавніша письмова згадка датується 714 роком, коли була складена хартія для франкського бургомістра Піпіна з Герсталя в його будинку в Бакелі (на той час «Баголосо»). Ця ранньосередньовічна королівська резиденція ще не була знайдена археологами. Хартія 721 року говорить про володіння франкського дворянина Герелаєфа, мати якого мала володіння в Бакелі (Баклаос). Того року Герелаф пожертвував церкву в Бакелі Віллібрордусу. Завдяки діям Вілліброрда ця церква потрапила у володіння абатства Ехтернах, яке продовжувало мати вплив на Бакель до 1795 року. Викликає сумнів автентичність оригіналів документів, оригінали яких загалом були втрачені ще в XI ст. Вони засновані на Liber aureus, написаному зацікавленими ченцями.
До 721 року в Бакелі була побудована дерев'яна церква, яку близько 1100 року замінила кам'яна романська церква. Це, у свою чергу, було замінено нинішньою готичною церквою. Парафіяльна церква Бакеля була материнською церквою для мешканців Дюрна, Гемерта та Мілхізе.
Кілька послідовних пап підтверджували права абатства Ехтернах. Близько 1100 року володіннями цього абатства управляв пізній банк, розташований у сусідньому Дерні.
У наступний період феодали почали виявляти зростаючу владу. Близько 1200 року Бакель підпав під графство Роде, яке перебувало під впливом графа Гелре . Вільгельм I Горнський володів опікою над майном абатства Ехтернах у Пеелланді та передав їх герцогу Генріху I Брабантському в 1222 році. Однак податок розподілявся між герцогом і абатством. Проте абатство знову видало десятину місцевим знатним особам.
У 1648 році Бакель потрапив безпосередньо під відповідальність Республіки семи об'єднаних Нідерландів, і сповідування католицької релігії було заборонено. З 1672 по 1674 рік регіон був окупований французькими військами.
Церква Св. Віллібрордуса була побудована в XVI столітті, але сильно постраждала від пожежі в 1708 році і значною мірою перебудована в 1721 році. З того часу можна було будувати амбарні церкви, і амбарна церква Бакельсе діяла до 1818 року, після чого католики повернули свою початкову церкву. У 1840 році в Бакелі проживало 277 осіб.

## Географія

### Природа і ландшафт
Територія навколо Бакеля густо вкрита лісами.
Бакель оточений серповидною дюною, яка зараз засаджена лісом. Ця дюна утворилася наприкінці вейхсельського періоду, але знову була розсіяна через надмірну експлуатацію. Його найвища точка, Zandse Berg, піднімалася на 14 метрів над навколишнім рівнем землі. Однак ця гора була зруйнована в 1953 році, тому що пісок був використаний для будівництва дороги з Бакеля до Дерна.
На захід і південь від Бакеля є ряд комплексів округлих полів. Вони були створені тому, що протягом сотень років удобрювалися сумішшю овечого гною та дерну з глибокої підстилки. На південний схід від Бакеля також є природний заповідник, через який проходить Wim Vloetpad.
Далі на захід знаходяться природні заповідники Grotelsche Bos, Biezen і Bakelsche Beemden. На півночі лежить долина Есперлуп і петля Снелле, тоді як область Бакель межує на півдні з Бакельсе Аа і петлею Кавейсе. Розлом Пілранд проходить прямо через село, геологічний розлом, який, принаймні для інсайдерів, можна розпізнати поблизу Гененінда. На крайньому сході села, за медичними закладами, посеред лісу знаходиться загальне кладовище «De Hoberg». Далі на схід, на розломі Піл-Едж, є значний рельєф; Тут, як і в маєтку Де Штіппельберг, кілька кілометрів північніше, є листя.
З центру навколо Бакеля було викладено чотири маршрути, які можна пройти окремо або з'єднати разом і дати гарне уявлення про різноманітне середовище Бакеля.
Інтегрована регіональна програма Bakel-Milheeze North (IGP).
З 2005 року управління водних ресурсів Aa en Maas і муніципалітет Гемерт-Бакель працюють над IGP (Integral Area Programme) Bakel-Milheeze Noord. Проект виник навколо плану розширення озера для видобутку піску на північ від Бакеля та Мілхіза. У поєднанні з полем для гольфу значна частина сільськогосподарських угідь на північ від цих сіл звільниться під зони відпочинку. Територія, що капітально ремонтується, займає площу 400 га. Проект розділений на 20 менших проектів.
План реконструкції «De Peel» став причиною для того, щоб підійти до планування та реалізації якомога ширше та максимально стійко. Основними пунктами плану були:
- розширення видобутку піску в районі «Bakelse Plassen» приблизно до 100 га водної поверхні.
- завершення частини видобутку піску як пляжу та зони відпочинку;
- будівництво поля для гольфу на 27 лунок (Golfclub Stippelberg);
- розширення та модернізація житлової бази відпочинку («Nederheide Estate»);
- екологічно чистий редизайн потоків Snelle Loop і Esperloop;
- покращення забудови земель сільськогосподарських компаній;
- сприяти відновленню історичного ландшафту.

Усі вищезазначені пункти вже реалізовано.

### Околиці
У Бакелі є багато різних районів, у тому числі: Oranjewijk з назвами різних апельсинів Нідерландів, Квітковий квартал з назвами різних квітів (наприклад, Boterbloemstraat, Korenbloemstraat), Rozenwijk з назвами різних троянд (наприклад, Duinroosstraat, Klaproosstraat), район Soersel (походить від назви вулиці Roessel) і новий житловий район Neerakker, де в травні 2010 року було знайдено дванадцять тисяч фунтів, ймовірно, з літака британських ВПС, який розбився під час Другої світової війни.

## Пам'ятки
У Бакелі серед пам'яток переважає церква. З півдня туди веде керкепад, який проходить прямо через новий житловий масив. Перед церквою є площа, на якій, серед іншого, розташована сільська помпа 1996 року та бронзова статуя Д'н Бакельсе Пієра, фермера, який п'є пиво, також 1996 року. На цій центральній площі є кілька старих будівель, які частково використовуються як заклади громадського харчування.
- Sint-Willibrorduskerk — це готична церква, побудована на початку 16 століття. Згодом церкву було значно відремонтовано та кілька разів реконструйовано, в тому числі внаслідок пожежі 1708 року. Неф і вежа були перебудовані у 1721 році. З південного боку прибудована багатокутна сходова вежа. Знаки можна побачити на південній стороні вежі. У 1893 році фронт вежі обклали машинним каменем. У 1911 р. церкву знову перебудували і прибудували трансепт і хор, а старі хори зруйнували. Інтер'єр характеризується рідкісним бочковим склепінням, прикрашеним французькими ліліями та різнокольоровими стрічками. На хорах розміщено сім вітражів із зображенням семи Таїнств. Є також шафа для скинії XV століття. Є амвон XVIII століття та дві сповідальниці тієї ж епохи. Крім того, картина 18-го століття із зображенням святого Домініка та XIX століття статуї Петра, Павла, Івана Євангеліста та Вілліброрда.
- За церквою знаходиться цвинтар із пам'ятним муром 1833 року, на якому росте рідкісна стінна рослинність. Тут також є статуя Вілліброрда, яка спочатку стояла в ніші на фасаді вежі.
- На північ від церкви в 2004 році був побудований колодязь Віллібрордуса з маленькою каплицею над ним.
- Sint Willibrordusmolen — поштовий млин 1752 року.
- Деякі ферми з довгим фасадом, у тому числі одна в селі Geneneind № 18 з 1846 року та одна в селі Занд на північ від центру, де також можна знайти стару живу огорожу з бука.

### Пам'ятники в центрі Бакеля
Центр Бакеля має такі пам'ятники:
- Церква Св. Віллібрордуса;
- Цвинтарна стіна;
- Парафіяльний будинок;
- Парсторія;
- Пекарня в Парсонажі;
- Статуя Святого Серця;
- Монументальні дерева;
- Млин Сінт Віллібрордус;
- Муніципальні пам'ятники;
- Історичні будівлі.

## Музеї
Музей «De Tolbrug» є приватною колекцією. З 12 століття до 1794 року тут знаходилося митниця. Колекція стосується інструментів, які використовувалися в Брабанті та Пілі з X по XX століття. Тут можна знайти не лише сільськогосподарські знаряддя, а й приладдя для таких ремесел, як теслярство та ковальство, а також домашнє начиння, наприклад приладдя для прання.

## Події
У селі проводять такі події:
- Карнавали;
- Ярмарки;
- Концерти на площі (організатор Musis Sacrum Bakel);
- Ринок Bakel (організований Carnival Association de Pierewaaiers);
- KPJ Dorpzeskamp;
- Вечірки;
- Стріт-рок OJC de Fuse;
- Фестиваль повітряних зміїв;
- Тиждень дитячих свят;
- Трактор Тягне Бакель, вихідний з 1984 року;
- День Короля з KoningsRock, барахолкою та виступами багатьох артистів;
- Блошиний ринок Jong Nederland Bakel;
- Різдвяний базар;
- Bakel Spectacle (проїзд мостом);
- Фестиваль We-Lands.

### Bakel 1300
Під час святкування 1300-річчя Бакель у 2014 році протягом року були організовані різноманітні заходи. Нижче представлена добірка всіх видів діяльності, перелічених на веб-сайті фонду.
- Новорічний концерт Musis Sacrum з презентацією річної програми фонду Bakel1300;
- Шкільний проект;
- Концерт музичних об'єднань з Bakel;
- День Бакеля;
- День святого Віллібрордуса;
- Концертні вихідні GEA;
- Закриття програми Bakel1300;

## Економіка
В економічному відношенні Бакель залишався бідним селом, яке жило в основному за рахунок сільського господарства, в аграрній економіці домінує біоіндустрія. Тут найвища щільність свиней у Нідерландах, а торф також добували та продавали. Винахід добрива дозволив приблизно з 1900 року проводити культивацію та розширювати сільськогосподарські площі.
Після Другої світової війни село розрослося до приїжджої громади. Компаній небагато, але в Бакелі є кілька великих закладів охорони здоров'я, а саме: Sint Jozefsheil та Jan de Witkliniek. Sint Jozefsheil — це будинок пристарілих для фізично хворих, а Jan de Witkliniek — це будинок пристарілих для людей похилого віку з деменцією. На сайті є макет залізниці. Заклади охорони здоров'я є частиною Zorgboog.
На південь від чаші також є промислова зона. Цей бізнес-парк був розширений у 2012 році разом із новим районом Ніраккер і все ще будується. Найважливішою компанією в Бакелі є GEA FS (GEA Food Solutions, що входить до GEA Group, яка виробляє машини для харчової промисловості.
Видобуток піску відбувається у великих масштабах на північному сході від Бакеля. Саме тут створюється Bakelse Plas. Частина його використовується як зона відпочинку, наприклад поля для гольфу Stippelberg і Nederheide.

## Освіта
Бакель має дві початкові школи, дитячий центр «de Bakelaar» і державну школу «De Kleine Kapitein». З серпня 2015 року школа De Willibrordusschool змінила назву на дитячий центр «De Bakelaar». Зараз у школі також є дитяча ігрова кімната та дошкільний та позашкільний догляд. Бакель володіє бібліотекою, яка з 2015 року знаходиться у вітальні центру опіки De Wilbertsdries, і дитячою бібліотекою в дитячому центрі De Bakelaar. У Бакелі також є два спортивних зали: спортивний зал de Beek і спортивний зал 't Zand. Спортивний зал de Beek розташований на півдні Бакеля, спортивний зал 't Zand розташований на півночі Бакеля в спортивному парку Geneneind.

## Спорт і відпочинок
Бакель має велику кількість клубів та асоціацій:
- Клуб стрільби з лука Neerlandia;
- Гандбольний клуб Акрітас;
- Баскетбольний клуб «Йеллоу Сокс»;
- Bakel Indoor Football Foundation (SZVB);
- Бадмінтонний клуб Bakel;
- Клуб дзюдо Кано;
- Хокейний клуб Бакель;
- Волейбольний клуб ВВ ПОБ;
- Jeu de Boules Association du tjut;
- Молодіжна охорона природи Бакель, Мілхіз, Де Ріпс;
- Тенісний клуб De Sprenk;
- Футбольний клуб Бавос;

- Мажоретний корпус, група ударних інструментів, гармонія Musis Sacrum Bakel;
- Карнавальна асоціація De Pierewaaiers;
- Гільдія Святого Віллібрордуса;
- Гольф-клуб Stippelberg (IGP Bakel-Milheeze-Noord);
- Фундамент Bakel, що тягне трактор.

### Велосипедні маршрути
Багато велосипедних маршрутів починаються з центру Бакеля до Хелмонда, Мілхізе, Деурна, Де Мортеля та Гемерта тощо.

## Народилися
- Гарм Шільдер (1973), пастор.

## Цікаві факти
1. У державній школі «De Kleine Kapitein» в 1970-1990-х вчителем і директором працював нідерландський дитячий письменник Жак Врінс, відомий книгою, заснованій на реальній історії дівчинки на ім'я Анке, яка теж сталася в Бакелі — «Восьмикласники не плачуть», 1999 року видавництва, яку екранізував у 2012 р. режисер Денніс Ботс, знявши фільм «Хороші діти не плачуть» із Ханною Оббек і Нільсом Веркойєном у головних ролях[18][19][20];
2. У квітні 2012 року вийшов епізод «Маленький капітан Бакель», нідерландської телевізійної передачі «Воз'єднання», в котрій учні через десятки років зустрічаються зі своїм вчителем. В цьому епізоді показали зустріч вчителя та дитячого письменника Жака Врінса зі своїми учнями через 30 років. Крім того, зустріч була присвячена пам'яті Анке. У передачі показали будинок Анке та її батьків, а також розказали справжню історію Анке.[21]